# كوري فلمنج
كوري فلمنج (بالإنجليزية: Cory Fleming)‏ هو لاعب كرة قدم أمريكية أمريكي، ولد في 19 مارس 1971 في ناشفيل في الولايات المتحدة.

## وصلات خارجية
- كوري فلمنج على موقع مرجع كرة القدم المحترفة.كوم (الإنجليزية)